# Vasile Goldiș
Vasile Goldiș (n. 12 noiembrie 1862, Mocirla, azi Vasile Goldiș, Arad – d. 10 februarie 1934, Arad) a fost un deputat în Marea Adunare Națională de la Alba Iulia, organismul legislativ reprezentativ al „tuturor românilor din Transilvania, Banat și Țara Ungurească”, cel care a adoptat hotărârea privind Unirea Transilvaniei cu România, la 1 decembrie 1918.:p. 77

## Biografie

### Copilăria și studiile
Vasile Goldiș s-a născut la 12 noiembrie 1862, în satul Mocirla, ca fiu al lui Isaia Goldiș, preot în Mocirla, Seleuș și Cermei și al Floarei, fiică a preotului Ioan Cornea din Răpsig.
Familia din partea tatălui își are originea în localitatea Chișcău de lângă Băița pe meleagurile bihorene unde până astăzi Goldișeștii formează o bună parte din populația ocupată cu mineritul în minele de aur din Munții Apuseni. Teodor, bunicul lui Vasile Goldiș a fost preot în Mocirla, iar fratele tatălui, Petru, îmbrățișează și el cariera tatălui lor și devine preot în satul natal. Mama lui, Floarea, se trage dintr-o veche familie de români din ținutul Făgărașului.
Copilăria o petrece pe ținuturi arădene la Seleuș, Cermei și Mocirla. Școala primară o începe la Cermei în anul 1869 cu dascălul Nicolae Albu. Clasa a III-a o urmează la școala generală din Pădanul Nou, azi satul Horia, iar clasa a IV-a la o urmează la o școală primară cu predare în limba română din Arad. Între anii 1873-1881, este elev al Liceului Teoretic din Arad pe care îl absolvă ca șef de promoție, remarcându-se cu aptitudini deosebite pentru istorie, literatură și filozofie.
La 1 octombrie 1881 se înscrie și urmează cursurile Facultății de Litere și Filozofie, cu bursă din partea Episcopiei Ortodoxe Române din Arad, la Universitatea din Budapesta (1881-1882 și 1884-1885) și la Universitatea din Viena (1882-1884). În anii studenției la Budapesta și Viena activează în cadrul societăților studenților români Petru Maior și România Jună.

### Cariera didactică și publicistică
După absolvire, obține diploma de licențiat în litere și filozofie și este numit la 1 septembrie 1885, candidat de profesor la Liceul Eotvos din Budapesta. În anul următor renunță la acest post și se stabilește la Caransebeș ca profesor de istorie și limba latină, la Institutul Pedagogic-Teologic și începe activitatea publicistică la Foaia diecezană organ de presă al Episcopiei Române din Caransebeș. În aceași perioadă îndrumă societatea de lectură a tinerilor români și foaia acesteia Progresul.

Bustul lui Vasile Goldiș, ridicat în Alba Iulia

La 5 martie 1888 îi adresează lui Gheorghe Barițiu o scrisoare prin care îi solicită ajutorul pentru obținerea unei catedre la Sibiu. La 1 septembrie 1889 este numit profesor la Școalele Centrale Române greco-ortodoxe din Brașov, unde activează până în anul 1901. În această perioadă publică manuale de latină, istorie și constituție pentru elevii din liceu, programe și abecedare pentru școlile primare. Din anul 1890 devine membru și apoi secretar al Casinei române din Brașov. În timpul procesului memorandiștilor, intentat conducătorilor Partidului Național Român de către autoritățile maghiare, la Cluj în anul 1892, este mobilizată din Brașov o delegație de 200 de români care participă la proces exprimându-și solidaritatea cu acuzații.
În 1893, devine membru al Partidului Național Român și colaborator activ al ziarului Tribuna din Sibiu. Între 1895-1901, Goldiș este secretar al Societății pentru crearea unui fond de teatru român, sprijină mișcarea teatrală a românilor transilvăneni publicând articole pe această temă, preocupându-se de alcătuirea de repertorii adecvate echipelor de artiști amatori, inițiind anuarul societății și stimulând permanent strângerea de mijloace bănești necesare creării fondului propus. Din anul 1897 devine colaborator permanent al ziarului Tribuna poporului din Arad unde semnează articolul redacțional, susținând alături de Vasile Lucaciu și Ioan Russu-Șirianu noua orientare politică a românilor, bazată pe activismul parlamentar. La 1 iulie 1901 părăsește Brașovul și se stabilește la Arad unde devine secretar al Episcopiei Ortodoxe Române, iar mai târziu profesor și director al Școlii Superioare de Fete.

### Cariera politică
La 10 ianuarie 1905 cere să fie abandonată tactica rezistenței pasive față de politica oficială promovată de guvernele de la Budapesta și Viena față de români și să fie înlocuită cu o tactică activă, elastică, care să țină cont de conjunctură și de sarcinile imediate ce stăteau în fața poporului român din Transilvania, în cadrul conferinței Partidului Național Român.
Între anii 1906-1910, în calitate de deputat în parlamentul maghiar pentru circumscripția Radna, a intervenit de numeroase ori împotriva diverselor legi asupritoare de naționalități.
Împreună cu Emanoil Ungureanu și Ioan Mihu, redactează un memoriu pe care acesta din urmă îl înaintează guvernului maghiar la 13 septembrie 1910 din partea Partidului Național Român, ca răspuns la propunerile de tratative ale acestuia.
Diferențele de opinii față de tratativele cu guvernul maghiar creează în jurul anilor 1910-1911 grave disensiuni în cadrul Partidului Național Român având ca rezultat conturarea a două orientări diferite în problema formelor pe care este necesar să le îmbrace lupta de emancipare națională: orientarea radicală susținută în general de membrii tineri ai partidului grupați în jurul ziarului Tribuna, în frunte cu Octavian Goga, Ilarie Chendi, Onisifor Ghibu, Sever Bocu ș.a. și cea moderată reprezentată de membrii mai vârstnici ai partidului. Vasile Goldiș face parte, mai întâi, din grupul intransigenților, apoi realizând că un conflict ar putea avea consecințe ireparabile asupra activității partidului, adoptă o atitudine de compromis între cele două orientări încercând alături de Aurel Lazăr, Ioan Suciu, Vasile Lucaciu și Ștefan Cicio-Pop să mențină unitatea de acțiune a românilor ardeleni.
În aceste condiții primește să conducă ziarul Românul fondat la Arad de la 1 ianuarie 1911, care după încetarea apariției în martie 1912 a ziarului Tribuna a devenit cartierul general al luptei politice românești, pregătind Unirea cea mare, anunțând pe orice cale prăbușirea iminentă a Imperiului Austro-Ungar.
Fiind director al ziarului, refuză semnarea declarației de fidelitate față de guvernul contelui Tisza în condițiile intrării României în război împotriva Austro-Ungariei. Acest act a fost calificat de către autoritățile maghiare drept atitudine duplicitară și lipsită de patriotism  și a determinat suspendarea, în martie 1916, a ziarului Românul care va reapărea abia în preajma actului unirii de la Alba Iulia.
La 1 decembrie 1918 Vasile Goldiș a rostit la Marea Adunare Națională de la Alba Iulia un discurs în care a relevat inevitabilitatea dezmembrării monarhiei austro-ungare și necesitatea unirii Transilvaniei cu România. Începând cu 2 decembrie 1918 a fost ministru al Instrucțiunii Publice în Consiliul Dirigent de la Sibiu, funcție pe care a exercitat-o până pe 17 decembrie 1918, când a fost numit ministru fără portofoliu în guvernul central de la București. Mandatul său de ministru al Instrucțiunii Publice în Consiliul Dirigent a fost preluat de Valeriu Braniște.
În 1919 a fost numit membru de onoare al Academiei Române.
În perioada interbelică Vasile Goldiș a făcut parte din guvernele de la București conduse de I.C. Brătianu (1918-1919), Artur Văitoianu (1919-1920), Alexandru Averescu (1920-1926), a fost ales deputat al Partidului Național Român în circumscripțiile Radna (1919), Pecica și Ineu (1922).

### Ultimii ani
La 2 mai 1926, în cadrul congresului Partidului Național Român convocat la Sibiu din inițiativa lui Vasile Goldiș, este ales președinte al partidului și declară că rupe relațiile cu Iuliu Maniu, care avea în vedere fuziunea PNR cu Partidul Țărănesc din Vechiul Regat.
Mâhnit de nedreptățile sociale, de corupția și de ambițiile oamenilor politici se retrage, la scurt timp, din viața politică și se dedică activităților culturale. Între anii 1923-1932 a deținut funcția de președinte al societății ASTRA.
Și-a trăit ultimii ani la Arad, unde încetează din viață la 10 februarie 1934, după o viață închinată marelui ideal de făurire al României. I s-au organizat funerariile naționale și în ziua înmormântării s-a instituit doliu național. A fost înmormântat în cimitirul „Eternitatea” din Arad.

## Omagieri

### Numismatică
Cu prilejul Centenarului Unirii Transilvaniei cu România, la 26 noiembrie 2018, Banca Națională a României a pus în circulație, în atenția numismaților, un set de monede; pe aversul fiecăreia, dintre monedele din set este gravată o prelucrare a unei fotografii de Samoilă Mârza, textele (în arc de cerc) ROMANIA și MAREA ADUNARE DE LA ALBA IULIA, valoarea nominală, stema României și milesimul (anul de emisiune) 2018. Pe reversul fiecărei monede sunt gravate efigiile lui Ștefan Cicio Pop, Gheorghe Pop de Băsești, Iuliu Maniu, Vasile Goldiș și Iuliu Hossu. Monedele de aur au valoarea nominală de 500 de lei (200 de exemplare), monedele de argint au valoarea nominală de 10 lei (200 de exemplare), iar cele de metal comun au valoarea nominală de 50 de bani (5.000 de exemplare), toate de calitate proof. Au fost emise, în același set de monede, 1.000.000 de monede de metal comun de calitate UNC (necirculate).